# La Remuée
La Remuée település Franciaországban, Seine-Maritime megyében. Lakosainak száma 1280 fő (2022. január 1.). La Remuée La Cerlangue, Mélamare, Saint-Romain-de-Colbosc és Les Trois-Pierres községekkel határos.

## Népesség
A település népességének változása:
| Lakosok száma | 1306 | 1298 | 1318 | 1284 | 1281 | 1277 | 1274 | 1285 | 1280 |
|               | 2013 | 2015 | 2016 | 2017 | 2018 | 2019 | 2020 | 2021 | 2022 |